# Redefinición de las unidades del SI
Una comisión Comité Internacional de Pesos y Medidas (CIPM) propuso revisar las definiciones formales de las unidades básicas del SI, y que fueron consideradas por la 26.ª CGPM, en 2018.. En 2019, fueron redefinidas 4 de las 7 unidades base del SI, afectando incluso al gramo, al segundo, y al metro.
Con respecto a los cambios, se ha establecido lo siguiente:

«Seguirán existiendo las mismas siete unidades básicas (metro, segundo, kilogramo, amperio, kelvin, mol y candela). De estos, el kilogramo, el amperio, el kelvin y el mol se redefinirán de acuerdo al cálculo de los valores numéricos exactos de la constante de Planck, de la carga eléctrica elemental, de la constante de Boltzmann y de la constante de Avogadro, respectivamente. El segundo, el metro y la candela ya están definidas por constantes físicas y solo es necesario reeditar sus definiciones actuales. Las nuevas definiciones mejorarán el SI sin cambiar el tamaño de las unidades, asegurando así la continuidad con las mediciones actuales».

Más detalles se encuentran en el proyecto de capítulo del Noveno Folleto de unidades del SI.
La última gran reforma del sistema métrico fue realizada en 1960, cuando el Sistema Internacional de Unidades (SI) fue formalmente publicado como un conjunto coherente de unidades de pesos y medidas. El SI se estructura en torno a siete unidades básicas que tienen definiciones aparentemente arbitrarias, y otras veinte unidades derivadas de estas primeras. Aunque las propias unidades ya formaban un sistema coherente, no era así con las definiciones de las mismas. La propuesta presentada a la CIPM trató de remediar esto mediante el uso de magnitudes fundamentales de la física como base para obtener las mencionadas unidades. Esto significaba, entre otras cosas, que el prototipo internacional del kilogramo fuese archivado. El segundo y el metro ya han sido definidos de la manera propuesta.
El cambio se hizo efectivo el 20 de mayo de 2019, en el 144.° aniversario de la convención del metro, el gramo, el amperio, el kelvin y el mol están ahora definidas por valores numericos exactos, esto afectó a la constante de Planck, la carga eléctrica, la constante de Boltzmann y la constante de Avogadro. El segundo, el metro y la candela ya habían sido redefinidas usando constantes físicas, las nuevas 4 definiciones buscaban mejorar el sistema sin cambiar el valor de las unidades, asegurando la continuidad de las mediciones existentes. En noviembre de 2018 en la 26.a conferencia general de pesas y medidas, aprobó los cambios unanimamente.

## Antecedentes de la propuesta
En 1875, veinte de los países industriales más desarrollados del mundo se reunieron para realizar la Convención del Metro. El resultado fue la firma del Tratado del Metro, con el cual se crearon tres organismos para regular las unidades de medida que se utilizarían a nivel internacional. Estos fueron:
- CGPM (Conferencia General de Pesos y Medidas o Conférence Générale des Poids et Mesures) - La Conferencia se reúne cada cuatro a seis años y está compuesta por los representantes de las naciones que firmaron el Tratado del Metro. En ella se discuten y analizan los mecanismos necesarios para asegurar la propagación y mejora del Sistema Internacional de Unidades, y ratifica los resultados en relación con las nuevas determinaciones metrológicas fundamentales.
- CIPM (Comité Internacional de Pesos y Medidas o Comité International des Poids et Mesures) El Comité está integrado por dieciocho científicos eminentes, cada uno de un país diferente y designados por la CGPM. El CIPM se reúne anualmente y se encarga de asesorar a la CGPM. El CIPM ha creado con el tiempo una serie de subcomités, cada uno encargado de un área de interés particular. Una de ellas, el CCU (Comité Consultivo de las Unidades), entre otras cosas, asesora a la CIPM en cuestiones relativas a las unidades de medida.[5]
- BIPM (Oficina Internacional de Pesos y Medidas o Bureau International des Poids et Mesures) - La Oficina dispone de instalaciones de laboratorio en las secretarías del CIPM y del CGPM.

Desde 1960, cuando la definición del metro fue vinculada a una determinada longitud de onda de la luz en lugar del prototipo internacional del metro, la única unidad de medida que ha dependido de un artefacto en particular ha sido el kilogramo. Con los años, se han detectado pequeñas derivas en la masa del prototipo internacional del kilogramo; y podrían llegar a 2×10−8 kg por año. En la 21.ª sesión de la CGPM (1999), se instó a los laboratorios nacionales de cada país miembro a investigar cómo romper el vínculo entre el patrón del kilogramo y un artefacto específico.
Un informe publicado en 2007 por el Comité Consultivo de Termometría en el CIPM notificó que la definición actual de la temperatura había demostrado ser satisfactoria para temperaturas inferiores a 20 K y para temperaturas superiores a 1300 K. El comité opinó que la constante de Boltzmann proporciona una base mejor para la medición de la unidad de temperatura que la que ha permitido el punto triple del agua, ya que la primera ha podido superar las dificultades que sufrió la segunda. En la 26.ª reunión de la CGPM del 16 de noviembre de 2018 se han aprobado las nuevas definiciones de las unidades del kilogramo, del amperio, del kelvin y del mol.
En su 23.ª reunión (2007), el CGPM instó al CIPM a investigar el uso de las constantes físicas como base para todas las unidades de medida, en lugar de los artefactos que estaban en uso en aquel momento. Al año siguiente, esta instancia fue aprobada por la Unión Internacional de Física Pura y Aplicada (IUPAP). En una reunión del CCU celebrada en Reading, Reino Unido el septiembre de 2010, se acordaron una resolución y unos proyectos de revisión en el folleto del SI que debían ser presentados en la próxima reunión del CIPM en octubre de 2010. La reunión del CIPM de octubre de 2010 concluyó que "las condiciones establecidas por la Conferencia General en su 23.ª reunión aún no se han cumplido plenamente. Por esta razón, el CIPM no propone revisión alguna del SI en la actualidad "; sin embargo, el CIPM presentó una resolución que sería examinada en la 24.ª CGPM (17 - 21 de octubre de 2011), para acordar las nuevas definiciones, pero no para ponerlas en práctica hasta que finalizara la puesta a punto de los detalles en relación con estas. Esta resolución fue aceptada por la Conferencia; y además, la CGPM adelantó la fecha de su 25.ª reunión de 2015 a 2014.

## Redefinición adoptada por el CGPM
Siguiendo la redefinción de 1983 del metro, basado en el valor numérico exacto de la velocidad de la luz, El CCU definió 4 constantes de la naturaleza con valores exactos:

- La constante de Planck h  , cuyo valor exacto es 6,626 070 15 ×10−34 julios·segundo (J·s).
- La carga elemental e  , cuyo valor exacto es 1,602 176 634 ×10−19 C.
- La constante de Boltzmann k  , cuyo valor exacto es 1,380 649 ×10−23 julios por kelvin recíprocos (J·K−1) .
- La Constante de Avogadro NA , cuyo valor exacto es 6,022 140 76 ×1023 moles recíprocos (mol−1).

Estas constantes fueron descritas en la versión de 2006 del manual del SI, los tres últimos fueron definidas como "constantes a ser obtenidas por experimentación", en vez de "constantes definidas", la redefinición mantiene sin cambios los valores asociados con las siguientes constantes:

- La velocidad de la luz c  , que es exactamente 299 792 458 metros por segundo (m·s−1) .
- La Frecuencia de transición hiperfina del estado fundamental del cesio-133 Δ ν (133 Cs) hfs , que es exactamente 9 192 631 770 hercios (Hz).
- La eficacia luminosa Kcd  de una radiación monocromática de frecuencia 540 ×1012 Hz que son exactamente 683 lúmenes por vatio (lm · W -1).

Las siete definiciones anteriores son reescritas tras la conversión de las unidades derivadas (Joule, Coulomb, Hertz, lumen y vatio) a las siete unidades básicas (segundo, metro, gramo, amperio, kelvin, mol y candela). En la lista que sigue, el símbolo sr representa la unidad adimensional del estereorradián.

- Δ  ν (133Cs) hfs = 9 192 631 770 s−1
- c  = 299 792 458 s−1·m
- h  = 6,626 06X ×10−34 s−1·m²·kg
- e  = 1,602 17X ×10−19s·A
- k  = 1,380 65X ×10−23 s−2·m²·kg·K−1
- NA = 6,022 14X ×1023 mol−1
- K cd = 683 s3·m−2·kg−1·cd·sr

Además el CCU realizó los siguientes cambios:

- El prototipo internacional del kilogramo fue retirado con todas sus definiciones de kilogramo, esto fue un objeto que fue usado para definir la magnitud de la masa del kilogramo desde 1889.
- La definición del amperio fue reemplazada.
- La definición del kelvin fue reemplazada.
- La definición del mol fue revisada.

Estos cambios redefinen las unidades básicas del SI, aunque las definiciones de sus unidades derivadas siguen siendo las mismas.
En la 26.ª reunión de la CGPM del 16 de noviembre de 2018 se han aprobado las nuevas definiciones de las unidades del kilogramo, del amperio, del kelvin y del mol.

## Consecuencias de estos cambios sobre las unidades básicas
Las definiciones textuales de todas las unidades básicas fueron refinadas o reescritas. cambiando el énfasis del "Tipo de unidad explícita" al "tipo de constante explícita", por ejemplo, en 1324 Edward II definió la pulgada como el largo de 3 granos de cebada, y desde 1889 a 2019 el kilogramo fue definido como la masa del prototipo internacional del kilogramo. En definición de tipo de constante explícita, a una constante de la naturaleza se le da un valor específico, y la definición de la unidad es dada por consecuencia, por ejemplo, en 2019, la velocidad de la luz fue definida como exactamente 299 792 458 m/s. El largo del metro pudo ser derivado porque el segundo ya había sido definido independientemente.
Las definiciones anteriores (2008) y la actual (2011) son comparadas más abajo.

### Segundo
La nueva definición es efectivamente la misma que la anterior; la única diferencia radica en que las condiciones en las que se realizan las mediciones se hacen más rigurosas.
Definición anterior: El segundo era la duración de 9 192 631 770 períodos de la radiación correspondiente a la transición entre dos niveles hiperfinos del estado fundamental del átomo de cesio-133.
Definición actual: El segundo, s, es la unidad de tiempo por defecto, y su magnitud se establece mediante la fijación del valor numérico de la frecuencia de transición hiperfina en el estado fundamental del cesio-133 en reposo y en una temperatura de 0 K, que es exactamente igual a 9 192 631 770 cuando se expresa en s-1, que es igual a expresarla en Hz.

### Metro
La nueva definición es efectivamente la misma que la anterior, siendo la única diferencia el hecho de que el ajuste de la definición del segundo afectará a la del metro
Definición anterior: El metro era la longitud del trayecto recorrido por la luz en el vacío durante un intervalo de tiempo de 1/299 792 458 de segundo.
Definición actual: El metro, m, es la unidad de longitud; su magnitud se establece mediante la fijación del valor numérico de la velocidad de la luz en el vacío, a ser igual exactamente a 299 792 458 cuando se expresa en m·s -1.

### Kilogramo
La definición del kilogramo sufre un cambio fundamental - la definición anterior definía el kilogramo como la masa del prototipo internacional del kilogramo, la nueva definición lo relaciona a la energía equivalente de un fotón, calculado vía la constante de Planck.
Definición anterior: El kilogramo era la unidad de masa por defecto; esta era igual a la masa del prototipo internacional del kilogramo.
Definición actual: El kilogramo, kg, es la unidad de masa; su magnitud se establece mediante la fijación del valor numérico de la constante de Planck, a ser exactamente igual a 6,62607015 ×10−34 cuando es expresada en s-1·m2·kg, que es igual a expresarlo en J·s.
Una de las consecuencias de este cambio es que la nueva definición hace que el valor del kilogramo dependa de las definiciones del segundo y del metro.

### Amperio
La definición del amperio pasó por una revisión mayor - la definición anterior, que en la práctica era difícil de realizar con gran precisión, fue sustituida por una más intuitiva y más fácil de realizar en la práctica.
Definición anterior: El amperio era la corriente generada en una situación en la que se colocaban paralelamente y a 1 m de distancia el uno de los otros dos conductores rectilíneos de longitud infinita y de sección circular despreciable en el vacío, corriente la cual produciría entre estos conductores una fuerza igual a 2 ×10−7 newton por metro de longitud.
Definición actual: El amperio, A, es la unidad de la corriente eléctrica por defecto; su magnitud se establece mediante la fijación del valor numérico de la carga elemental, a saber exactamente igual a 1,602 17X ×10−19 cuando se expresa en A · s, lo cual es igual a expresarlo en C.
Como consecuencia, el amperio ya no depende de la definición del kilogramo y el metro, sino de la definición del segundo. Además, los valores numéricos de la permeabilidad en el vacío y la impedancia en el espacio, que eran valores exactos, ahora están sujetos a errores experimentales. Por ejemplo, el valor numérico de la permeabilidad en el vacío tiene una incertidumbre igual al valor experimental de la Constante de estructura fina.

### Kelvin
La definición del kelvin también fue un cambio fundamental. En lugar de usar los 3 puntos donde el agua cambia de estado para fijar la escala de temperatura, la nueva definición usa la energía equivalente a la dada en la ecuación de Boltzmann.
Definición anterior: El kelvin, unidad de temperatura termodinámica, era definida por la fracción de 1/273,16 de la temperatura termodinámica del Triple Punto del agua.
Definición actual: El kelvin, K, es la unidad de temperatura termodinámica; su magnitud se establece mediante la fijación del valor numérico de la constante de Boltzmann, a saber exactamente igual a 1,380 65X ×10−23 cuando se expresa en s-2·m²·kg·K-1, que es igual a expresarlo en J·K-1.
Una de las consecuencias de este cambio es que la nueva definición hace que la determinación del valor del kelvin dependa de las definiciones del segundo, del metro y del kilogramo.

### Mol
La definición anterior del mol lo vinculaba al gramo. La definición actual rompe con ese vínculo, haciendo del mol un número específico de entidades de una sustancia.
Definición anterior: El mol era la cantidad de sustancia de un sistema que contenía tantas entidades elementales como átomos había en 0,012 kg de carbono-12. Cuando el mol era empleado, las entidades elementales debían ser especificadas, y estas podían ser átomos, moléculas, iones, electrones, u otras partículas o grupos especificados de tales partículas.
Definición actual: El mol, mol, es la unidad por defecto de la cantidad de sustancia de una entidad elemental especificada, que puede ser un átomo, una molécula, iones, electrones, o cualquier otra partícula o grupo específico de dichas partículas; su magnitud se establece mediante la fijación el valor numérico de la constante de Avogadro, a saber exactamente igual a 6,022 140 76 × 1023 entidades elementales cuando este se expresa en mol -1.
Una consecuencia de este cambio es que la relación anterior entre la masa del átomo 12C, el dalton, el kilogramo, y el número de Avogadro ya no es válida. Uno de los siguientes valores debe cambiar:
- la masa del 12C, que ya no sería exactamente de 12 dalton;
- el número de dalton en un gramo es exactamente el valor numérico de la constante de Avogadro (por ejemplo 1 g/Da = 1 mol ⋅ NA).

### Candela
La definición actual es igual a la definición anterior, ya que es dependiente de otras unidades base, así que solo fue reformulada.
Definición anterior: La candela era la intensidad luminosa, en una dirección dada, de una fuente que emitía una radiación monocromática de frecuencia 540 ×1012 Hz y que tenía una intensidad energética en dicha dirección de 1/683 W por estereorradián.
Definición actual: La candela, cd, es la unidad de intensidad luminosa en una dirección dada; su magnitud se establece mediante la fijación del valor numérico de la eficacia luminosa de una radiación monocromática con una frecuencia de 540 ×1012 Hz, exactamente igual a 683 cuando se expresa en s3·m-2·kg-1·cd·sr, o sea cd·sr·W-1, lo cual es igual a lm·W-1.
|                                                   |
| Interrelaciones entre las definiciones anteriores |

| |
| Interrelaciones entre las definiciones actuales. (Unidades Básicas en color y constantes físicas más claras.) |

## Impacto en la reproducibilidad de las mediciones
En general, los cambios realizados en las definiciones dieron una mejora en el margen de incertidumbre en aquellas reproducciones de las unidades básicas que utilicen la norma para la puesta en práctica.
La siguiente tabla muestra las mejoras derivadas de la propuesta:
| Incertidumbre relativa en distintas mediciones físicas | Incertidumbre relativa en distintas mediciones físicas | Incertidumbre relativa en distintas mediciones físicas | Incertidumbre relativa en distintas mediciones físicas | Incertidumbre relativa en distintas mediciones físicas |
| Unidad                                                 | Constante de referencia                                | Símbolo de la constante                                | Incertidumbre con las definiciones anteriores          | Incertidumbre con las definiciones actuales            |
| ------------------------------------------------------ | ------------------------------------------------------ | ------------------------------------------------------ | ------------------------------------------------------ | ------------------------------------------------------ |
| kg                                                     | Masa del prototipo internacional del kilogramo         | m(K)                                                   | Exacto                                                 | 5,0 x 10-8                                             |
| kg                                                     | Constante de Planck                                    | h                                                      | 5,0 x 10-8                                             | Exacto                                                 |
| A                                                      | Constante magnética                                    | μ0                                                     | Exacto                                                 | 6,9 x 10-10                                            |
| A                                                      | Carga elemental                                        | e                                                      | 2,5 x 10-8                                             | Exacto                                                 |
| K                                                      | Temperatura del Punto Triple del agua                  | TPTA                                                   | Exacto                                                 | 1,7 × 10-6                                             |
| K                                                      | Constante de Boltzmann                                 | k                                                      | 1,7 × 10-6                                             | Exacto                                                 |
| Mol                                                    | Masa molar del 12C                                     | M(12C)                                                 | Exacto                                                 | 1,4 × 10-9                                             |
| Mol                                                    | Constante de Avogadro                                  | NA                                                     | 1,4 × 10-9                                             | Exacto                                                 |

La incertidumbre relativa en la medición del segundo permanece en 1 ×10−14, y en el caso del metro se mantuvo en 2,5 ×10−8.

## Críticas a las nuevas definiciones del SI propuestas
Price ha argumentado que la nueva propuesta puede:
- Causar confusión debido a que las nuevas definiciones explícitas-constantes no relacionan las unidades a un ejemplo de su cantidad;
- Provocar el riesgo de dañar el avance de la ciencia debido a que la definición circular de las unidades hace imposible detectar cualquier cambio futuro en las constantes fundamentales.
- Causar daños económicos debido a los costos de transacción y a las barreras al comercio internacional.

Leonard ha sostenido que "el concepto fundamental del mol requiere el número de entidades que comprende un mol, es decir, el número de Avogadro, que ha de ser exactamente igual a la proporción de masas gramo-a-Dalton" y que la propuesta rompe con esta condición de compatibilidad defininiendo el kilogramo, el Dalton y el mol de forma independiente.
Pavese ha argumentado que una serie de temas deben de ser mejor entendidos antes de que las definiciones sean cambiadas. Esos temas incluyen la naturaleza del recuento y del valor del número de Avogadro, la pérdida de validez del concepto de unidad básica, la posibilidad de comprobar cambios futuros en las "constantes fundamentales", y el cambio a la unidad con incertidumbre experimental.